# Brunstænket hekseringshat
Brunstænket hekseringshat (Lepista flaccida) er en almindeligt forekommende lamelsvamp i Ridderhat-familien. Hatten er middelstor, 4-12cm bred, oftest lysebrun el. brunstænket på oversiden og med hvidgul til gulbrun stok og lameller. Stokken er ca. 1cm tyk og 3-7cm høj. Flødefarvede til svagt lyserøde sporer.
Rådsvamp der forekommer i skove (løv- og nåleskove) i efteråret.
| Svampe | Spire Denne artikel om svampe er en spire som bør udbygges. Du er velkommen til at hjælpe Wikipedia ved at udvide den. |